# Губергріц Наталія Борисівна
Наталія Борисівна Губергріц (нар. 12 вересня 1959, м. Київ) — українська лікарка-гастроентеролог, панкреатолог, педагог. Доктор медичних наук, професор, лауреатка Державної премії України в галузі науки і техніки.

## Біографія
В 1982 році з відзнакою закінчила Донецький державний медичний університет ім. М. Горького (тепер — Донецький національний медичний університет імені Максима Горького).
З 1982 по 1989 рік працювала лікарем-терапевтом Донецької обласної клінічної лікарні ім. М. І. Калініна.
В 1987 році захистила кандидатську дисертацію в Київському державному медичному інституті ім. О. О. Богомольца. Учениця професора Ірини Дегтярьової.
В 1989 році була переведена на посаду асистента кафедри внутрішніх хвороб № 1 Донецького державного медичного університету ім. М. Горького.
В 1994 році захистила докторську дисертацію в Київському державному інституті удосконалення лікарів і почала працювати на посаді доцента кафедри внутрішніх хвороб № 1.
З 1998 по 2004 рік працювала на посаді професора кафедри внутрішніх хвороб № 1, наукове звання професора отримала в 2000 році, лікар вищої категорії по внутріщніх захворюванях.
З грудня 2004 року працює завідувачем кафедри внутрішніх захворювань № 1 Донецького державного медичного університету ім. М. Горького.

## Наукова діяльність
Наталья Борисівна Губергріц автор більше 1300 наукових робіт, в тому числі 30 монографій, 42 винаходів, 46 раціоналізаторських пропозицій.

## Педагогічна діяльність
Під керівництвом професора Н. Б. Губергріц виконано 27 дисертацій на здобуття наукового ступеня кандидата медичних наук.
Наталя Борисівна є консультантом 4 докторських дисертацій.

## Науково-громадська діяльність
- Організатор і Президент Українського клубу панкреатологів (з 2007);
- Член Ради Міжнародної Асоціації панкреатологів (з 2009);
- Член Європейського клубу панкреатологів, Російської гастроенттерологічної асоціації, член Президії Українського товариства терапевтів, член Правління Української гастроенторологічної асоціації;
- Член Європейської групи експертів по діагностиці та лікуванню хронічного панкреотиту;
- Головний дослідник бази Фармакологічного центру України, на якій проводяться міжнародні багатоцентрові випробування нових лікарських засобів;
- Багато разів брала участь, зокрема з усними доповідями, у наукових конференціях і з'їздах, що проводились в Україні, країнах СНД, Європи, США, Японії, Південній Кореї, Південній Африці.
- Член багатьох редакційних рад українських і російських наукових журналів
- У 2012 році обрана президентом Європейського клубу панкреатологів (ЄКП) на 2016 рік і буде очолювати Перший європейський медичний конгрес в Україні, організований ЄКП.

## Нагороди
- Державної премії України в галузі науки і техніки;
- Премія Європейського клубу панкреатологів (2003, Ліверпуль, Велика Британія);
- Премія Російського товариства по вивченню печінки;
- Наукова премія імені академіка В. М. Казакова (2013).

## Родина
Наталья Борисівна Губергріц належить до великої родини медиків, внучка Макса Мойсейовича Губергріца— лікаря-терапевта, доктора медицини, професора, академіка АН УРСР, заслуженого діяча науки УРСР.
Донька Наталії Борисівни теж лікар.